# 1813 en philosophie
Chronologie de la philosophie
- 1809
- 1810
- 1811
- 1812
- 1813
- 1814
- 1815
- 1816
- 1817

L’année 1813 a été marquée, en philosophie, par les événements suivants :

## Publications
- Publication de la deuxième partie de La Science de la logique, d'Hegel.

## Naissances
- 5 mai : Søren Kierkegaard, philosophe danois, mort en 1855.
- 27 septembre : Nikolaï Stankevitch, philosophe russe, mort en 1840.
- 17 octobre : Georg Büchner, philosophe allemand, mort en 1837.